# 進藤靖弘
進藤　靖弘（しんどう やすひろ、1980年5月2日- ）は、神奈川県横浜市金沢区出身のプロボクサー。木更津グリーンベイジム所属。身長173cm。右ボクサーファイター。

## 来歴
清和大学1年の時に木更津グリーンベイボクシングジムでボクシングを始める。
2001年5月、木更津グリーンベイジムからプロデビュー。
2003年4月、千葉県警察官になり、6回戦で一度ボクシングを離れる。その後、復活しA級ライセンスを取得。現役警察官がボクシングライセンスを所有する事は今までに無かった。
2005年11月、木更津クラカタスポーツガーデンでの試合を最後に引退。